# Malac
Malac (en llatí Malacus, en grec antic Μαλακός "Malakós") fou un historiador grec autor d'una obra titulada Σιφνίων Ὧροι, que és esmentada per Ateneu de Naucratis.
Alguns pensen que podria ser la mateixa persona que Apol·loni d'Alabanda que portava com a renom Malacus.